# Nymble

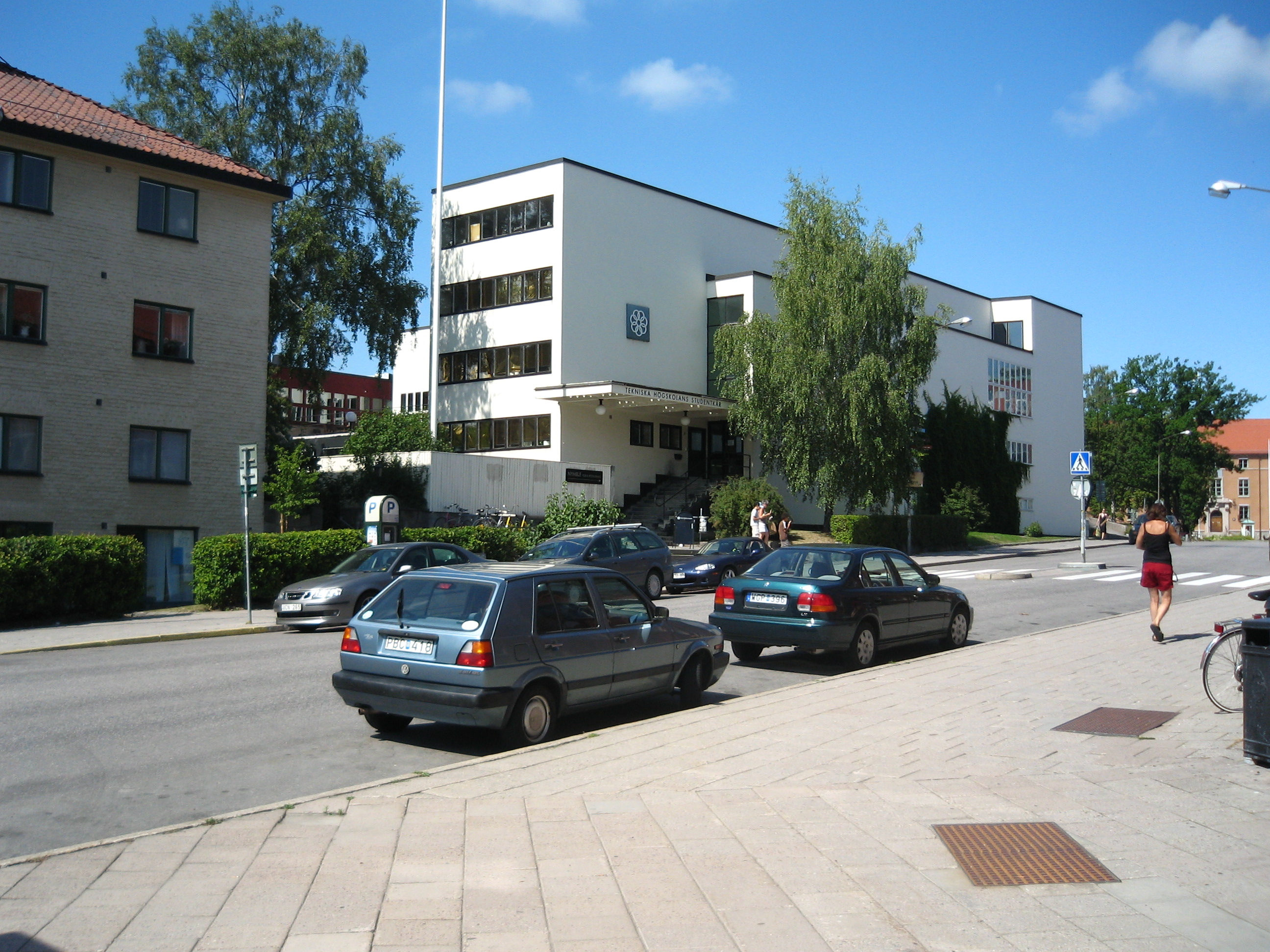

Nymble, alternativt Nymble Corpsen, är Tekniska Högskolans Studentkårs kårhus på Drottning Kristinas väg 15 på Norra Djurgården i Stockholm. Huset ritades av Sven Markelius och Uno Åhrén och uppfördes 1928-1930. Byggnaden blev k-märkt år 2012.

## Historik
Huset ritades av Sven Markelius och Uno Åhrén och uppfördes 1928-1930. Det är ett av de främsta exemplen på funktionalism i Sverige och delar av huset är kulturminnesmärkt.[källa behövs]1952 byggdes Nymble ut av Sven Markelius samt Bengt Lindroos. På 1970-talet gjordes en betydande tillbyggnad med Bengt Lindroos som arkitekt. I slutet av 1990-talet stod arkitekterna Rolf Eppens och Christer Pettersson för en genomgripande ombyggnad av byggnaden.[källa behövs] Idag är Eppens Arkitektur AB på Kungsholmen Nymbles husarkiteter.
Då arbetet med ett nytt kårhus kom det gamla kårhuset att kallas Gamble, helt enkelt ordet "gammal" i en skämtsamt ålderdomlig stavning. Då det nya kårhuset byggdes gavs det i studentikos analogi namnet "Nymble".
Huset var när det byggdes, med sina utanpåliggande trappor och terrasser, tänkt att efterlikna de klassiska atlantångarna. Den ursprungliga byggnaden hade medvetet inga fönster på väggarna mot Kungliga Tekniska högskolan.
2012 blev byggnaden k-märkt.

## Bilder
Bilder på huset från juni 2011.

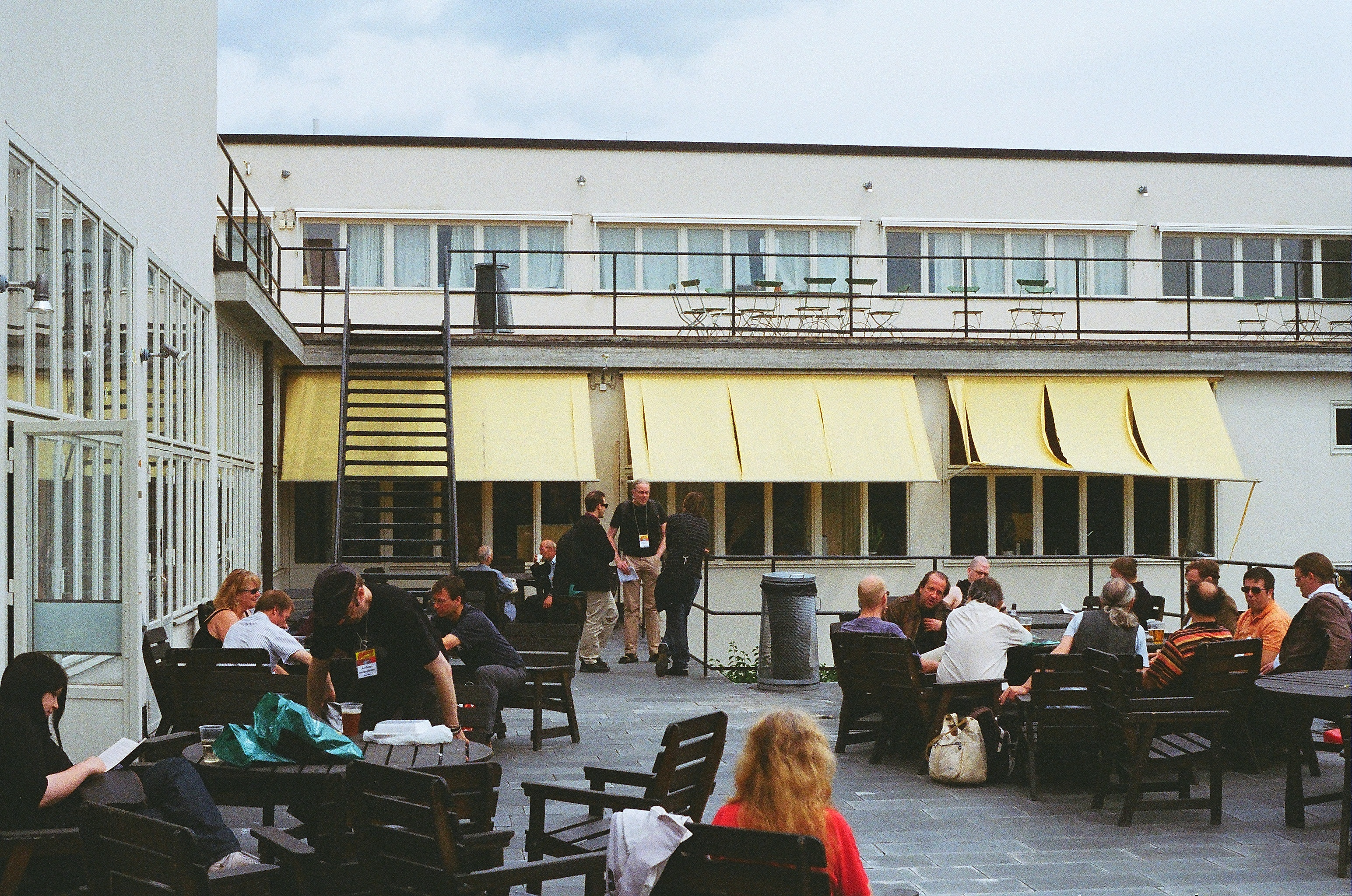
Terrasserna mot gården.
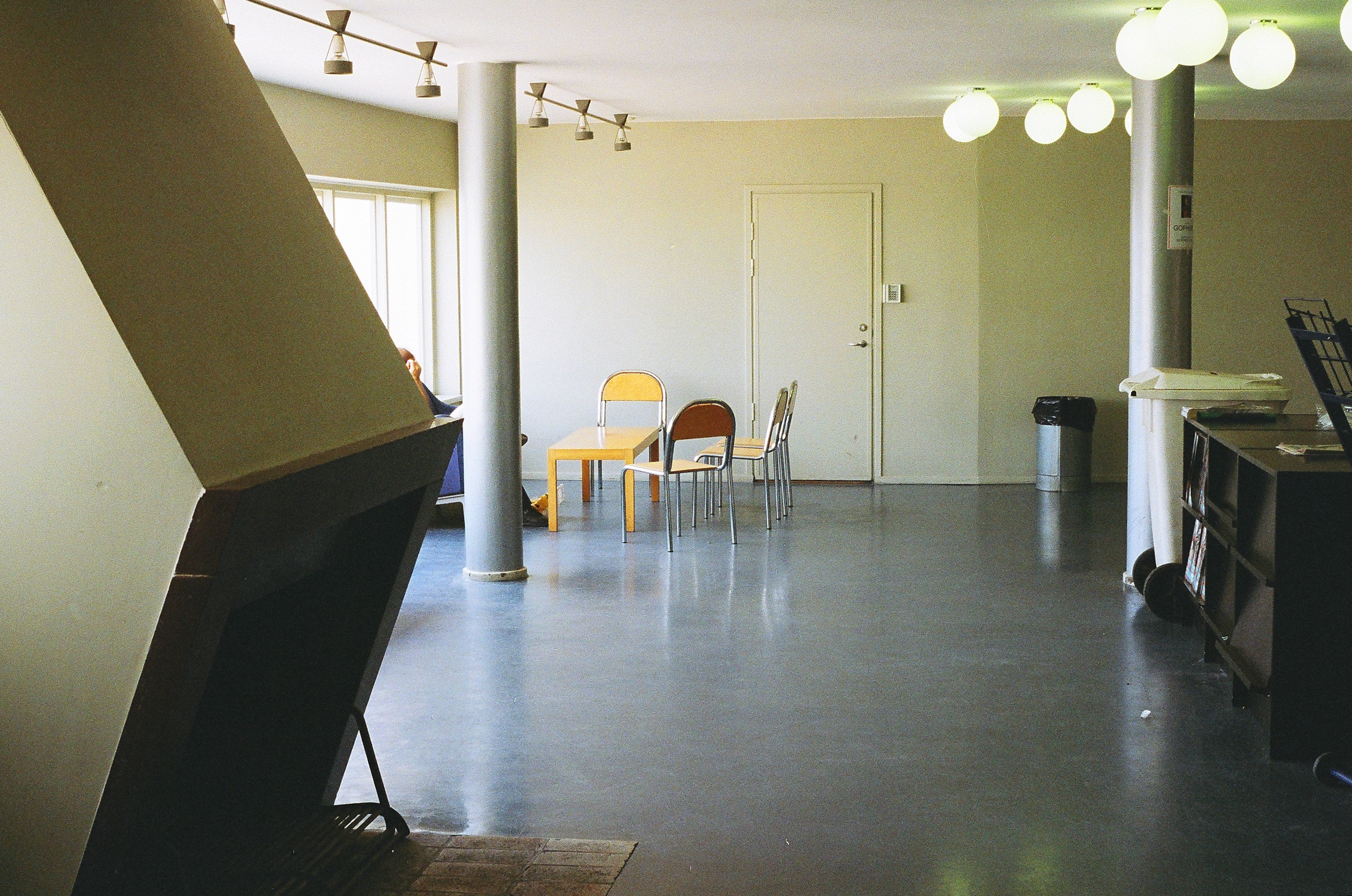
Den översta våningen.
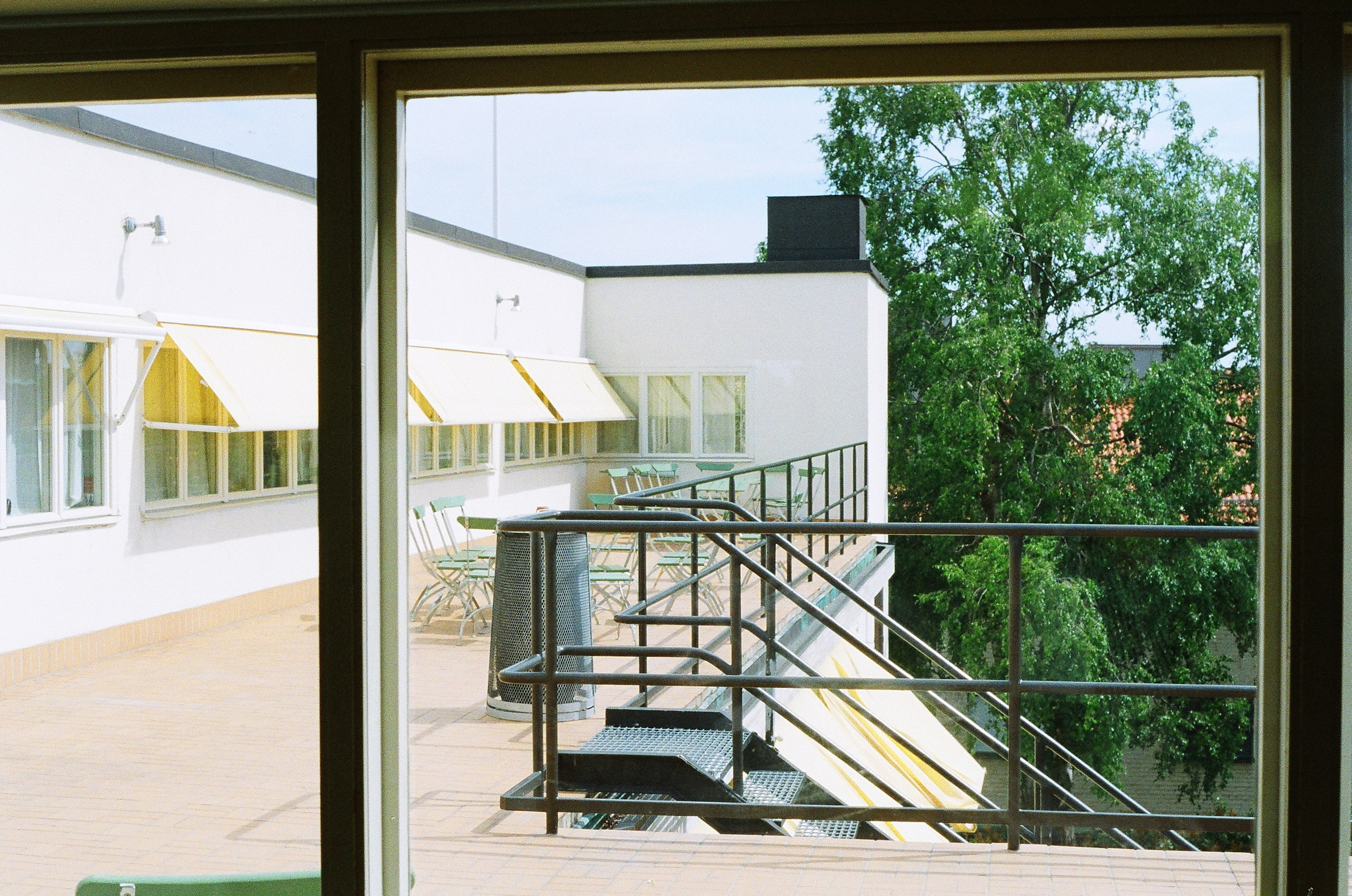
Den översta terrassen.